# Майоров, Лев Васильевич
Лев Васильевич Майоров (18 июля 1933 — 15 февраля 2005) — советский российский физик. Ветеран атомной энергетики и промышленности, главный научный сотрудник Института атомной энергии им. И. В. Курчатова, доктор физико-математических наук, профессор. Создатель ведущей научной школы математического моделирования переноса излучений и теории ядерных реакторов. Создатель пакета Monte Carlo Universal.

## Биография
Л. В. Майоров окончил с отличием физический факультет МГУ в 1956 году и был направлен на работу в ОПМ МИ АН СССР, ныне Институт прикладной математики им. М. В. Келдыша РАН (ИПМ РАН). Здесь начал занимался решением проблемы термализации нейтронов — тогда мало разработанной областью нейтронной физики и совместно с В. Ф. Турчиным разработал первую в СССР универсальную программу расчёта сечений рассеяния медленных нейтронов в конденсированной среде. В 1964 году эти авторы представили доклад о влиянии химических связей на термализацию нейтронов на III международной Женевской конференции по мирному использованию атомной энергии.
В 1965 году перешёл в Институт атомной энергии им. И. В. Курчатова, в котором проработал до конца жизни. Главным направлением его научной деятельности стал теоретический анализ результатов измерения спектров медленных нейтронов и фононных спектров замедлителей, которые проводились группой экспериментаторов под руководством чл.-кор. АН СССР Мостовой, Владимир Иосифович // Большая русская биографическая энциклопедия (электронное издание). — Версия 3.0. — М.: Бизнессофт, ИДДК, 2007..
В 1969 году в ИАЭ им. И. В. Курчатова появилась одна из первых в стране мощная ЭВМ БЭСМ-6 и Л. В. Майоров возглавил организацию вычислительного центра. За короткое время под его руководством было разработано необходимое математическое обеспечение, организована система массовой подготовки и обслуживания пользователей. В результате, современные компьютерные методы стали доступны для решения теоретических и практических задач, которыми занимались специалисты ИАЭ им. И. В. Курчатова.
В 1972 году Л. В. Майоров становится начальником лаборатории реперных расчётов ядерных реакторов. Он активно занимается внедрением метода Монте-Карло для решения задач реакторной физики и одновременно предлагает новые алгоритмы улучшенной оценки для инженерных расчётов ядерных реакторов.
В 1973 году Л. В. Майорову в составе коллектива сотрудников ИАЭ и промышленных комбинатов министерства среднего машиностроения была присуждена Государственная Премия СССР «За исследования в области нейтронной физики и использование их в промышленности».
Его работы по оценке смещения результатов при расчёте методом Монте-Карло больших слабосвязанных систем — энергетических реакторов, хранилищ ядерного топлива получили международное признание.
В 1982 году Л. В. Майоров с коллективом своих учеников и сотрудников начал работы по созданию пакета прикладных программ MCU (Monte Carlo Universal) в НИЦ «Курчатовский институт». Пакет предназначен для моделирования аналоговыми и весовыми методами Монте-Карло переноса нейтронов, фотонов, электронов и позитронов в размножающих нейтроны системах произвольной геометрии.
Под руководством и при непосредственном участии Л. В. Майорова были разработаны первые версии пакета. MCU продолжает развиваться. Программы семейства MCU эксплуатируются в большинстве научно-исследовательских, конструкторских и технологических институтах атомной отрасли России, в высших учебных заведениях страны, переданы в другие страны.
Л. В. Майоров сотрудничал со всеми реакторными подразделениями Курчатовского института. Он был активным участником Временного Международного Коллектива (ВМК) по изучению физики водо-водяных энергетических реакторов (ВВЭР). Под его научной редакцией были опубликованы на русском и английском языках итоговые сборники теоретических работ ВМК «Теоретические исследования по физике уран-водных решёток типа ВВЭР».
Похоронен в Москве на Ваганьковском кладбище.

## Научные достижения
1973 год — Государственная Премия СССР «За исследования в области нейтронной физики и использование их в промышленности».
Л. В. Майоров четыре раза становился лауреатом Курчатовской премии за лучшую научную работу года (1976, 1984, 1992 и 1995 гг.).

## Избранные публикации
1. Майоров Л. В. О влиянии анизотропии потока на температуру нейтронного газа. // ЖВМ и МФ. Т. 2. Вып. 349. 1962.
2. The distribution of neutron flux from the plane source. Proceed. // BNL Therm. Confer/ BNL-719 New Youk, v. 4, p. 1375, 1962.
3. Универсальная программа расчета сечений рассеяния медленных нейтронов (УПРАС). Соавтор — Турчин В. Ф. // Препринт МИ АН СССР, № 149. 1963.
4. Влияние химической связи на термализацию нейтронов. Соавтор — Турчин В. Ф. // Труды III Женевской конф., New Youk, UN. 1965.
5. Термализация нейтронов в системе графит-вода. Соавторы — Мостовой В. И., Сафин Ю. А., Труханов Г. Я. // Pulsed Neutron Research. Vienna, v.1, p. 657. 1965.
6. Асимптотика закона рассеяния медленных нейтронов. // Атомная энергия. Т. 19. Вып. 67. 1965.
7. Новый метод восстановления истинных спектров. Соавторы — Тихонов А. Н. и др. // Атомная энергия. Т. 18. 1965. С. 588.
8. Анизотропия спектра нейтронов в воде вблизи поглотителя. Соавторы — Ишмаев и др. // Neutron Thermal. and Reactor Spectra IAEA. Vienna, v. 2, p. 193, 1968..
9. Сравнительная эффективность различных оценок в методе Монте-Карло. Соавтор — Франк-Каменецкий А. Д. // Препринт ИАЭ-1791. 1969.
10. Термализация нейтронов от импульсного источника. Соавторы — Казарновский М., Юдкевич М. // Сб. Теор. и эксп. проблемы нестац. переноса нейтронов. Атомиздат. 1972.
11. Моделирование столкновений в тепловой области. // Параграф в кн. А. Д. Франк-Каменецкого «Моделирование траекторий нейтронов при расчете реакторов методом Монте-Карло». М., Атомиздат. 1978. С. 46.
12. Программа NEWRAS для расчета дифференциальных сечений медленных нейтронов. Соавтор — Лиман Г. Ф. // Сб. Вопросы атомной науки и технике. Сер. Физика и техника ядерных реакторов. Вып. 8(21). 1981. С.32.
13. О расчете вероятностей первых столкновений в системах со сложной геометрией. Соавтор — Гомин Е. А. // Там же. 1981. С. 62.
14. О термализации нейтронов. // Параграф в кн. И. Х. Ганева «Физика и расчет реактора». М., Энергоиздат. 1981. С. 235.
15. Программный комплекс MMKFK для расчета реакторов методом Монте-Карло, разработанный А. Д. Франк-Каменецким. // Сб. Вопросы атомной науки и техники. Сер. Физика и техника ядерных реакторов. Вып. 8(21). 1981. С. 10.
16. О расчете констант диффузионных конечноразностных уравнений для гетерогенных реакторов. // Сб. Вопросы атомной науки и техники. Сер. Физика и техника ядерных реакторов. Вып. 5. 1983. С. 3.
17. Оценка параметров критичности методом Монте-Карло. Соавтор — Золотухин В. Г. // Монография. Энергоатомиздат. 1984.
18. Расчет функционалов потока нейтронов методом Монте-Карло в размножающих системах с утечкой, заданной геометрическим параметром. // Атомная энергия. Т. 58. 1985. С. 93.
19. Пакет программ MCU для решения методом Монте-Карло задач переноса излучений в реакторах. Соавторы — Лиман Г. Ф., Юдкевич М. С. // Сб. Вопросы атомной науки и техники. Сер. Физика и техника ядерных реакторов. Вып. 7. 1985. С. 27.
20. Расчет парового эффекта в полиячейках реакторов РБМК. Соавторы — Брызгалов В. И. и др. Расчет парового эффекта в полиячейках реактора РБМК с уменьшенным содержанием графита в кладке. Соавторы — Брызгалов В. И., Гомин Е. А. // Отчеты ИАЭ. № 36/709786 и 36/711886, 1986.
21. Нейтронно-физические константы в расчетах реакторов на тепловых нейтронах. Соавтор- Юдкевич М. С. // Монография. Энергоатомиздат, М., 1988 г.
22. Пакет прикладных программ МCU. Версия MCU-2.0. Соавторы — Гомин Е. А. и др.// Отчет ИАЭ. № 36/1-720-89, 1989.
23. Some Aspects of Monte Carlo Method Application to Progress in Nuclear Reactor Analysis. Coauthors — Gomin E.A., Yudkevich M.S.// Progress in Nucl. Sci. Vol. 24, NN 1-3, 1990.
24. Программа MCU-3 для расчета методом Монте-Карло нейтронно-физических характеристик ядерных реакторов. Тома 1- 5. Соавторы — Гуревич М. И. и др.// Препринты ИАЭ-5772/5, ИАЭ-5777/5, ИАЭ-5736/5, ИАЭ-5741/5, ИАЭ-5739/5, М., 1994.
25. The MCU-RFFI Monte Carlo Code for Reactor Design Applications. Coauthor- Gomin E.A. // Proc. of Intern. Conf. on Mathem. And Comput., Reac. Phys., and Envir. Analyses, April 30 — May 4, 1995, Portland, Or., USA, Vol. 2 p. 1136.
26. Detection of Hidden Explosives and Drugs. Coauthors — Mostovoy V.I., et.al. // Proc. of the Second Explosives Detection Technology Symp. & Aviation Security Technology Conference. November 12-15, 1996, Atlantic City, N.Y., USA, p. 148.
27. The experimental and Calculational Investigation of Radiation Fields in the SM High Flux Research Reactor. Coauthors — Markina N.V. et. al. // Proc. of the 9 International Symposium on the Reactor Dosimetry, Sept. 2-6, Prague, Chech Rep., 1996, 12 с.
28. ALIGR Technique for Reactor Fuel Burn-Up Calculations Using Monte-Carlo Method. Coauthor — Kalugin M.A. // 1998 ANS Winter Meeting. Washington, DC November 15 — 19, 1998. Vol. 79, ISSN: 0003-018X, pp. 312–313
29. The MCU Monte-Carlo Code for 3D Depletion Calculation. Coauthor — Gomin E.A. // Proc. of Intern. Conf. on Mathem. And Comput., Reac. Phys., and Envir. Analyses in Nucl. Applications, Sept. 27-30, 1999, Madrid, Spain, Vol. 2 p. 997.
30. Оценки смещения результатов при расчете реакторов и хранилищ ядерного топлива методом Монте-Карло. Атомная энергия, 2005, т. 99, вып. 4, с.243.